# Keith Clark
Keith Clark (Oklahoma City, 16 luglio 1987) è un ex cestista statunitense, professionista nella NBDL.